# تپه ده‌سد
تپه ده سد مربوط به سده‌های میانه دوران‌های تاریخی پس از اسلام است و در شهرستان اراک، بخش خنداب، دهستان جابرسیان، روستای ده سد واقع شده و این اثر در تاریخ ۲۶ اسفند ۱۳۸۷ با شمارهٔ ثبت ۲۶۱۱۴ به‌عنوان یکی از آثار ملی ایران به ثبت رسیده است.